# Pâclele
Pâclele – wieś w Rumunii, w okręgu Buzău, w gminie Berca. W 2011 roku liczyła 167 mieszkańców. W pobliżu miejscowości znajdują się wulkany błotne.